# クイーン・ビクトリア・マーケット
クイーン・ビクトリア・マーケット（英語:Queen Victoria Market）は、オーストラリアのビクトリア州メルボルンの北側、セントラル・ビジネス・ディストリクト（CBD）に位置する、有名な観光地かつ地元の人々の公共の買い物市場である。QVMと略されることもある。メルボルン３大マーケットの一つであり、1878年にオープンし、建物には19世紀の趣が感じられる。

## 内容

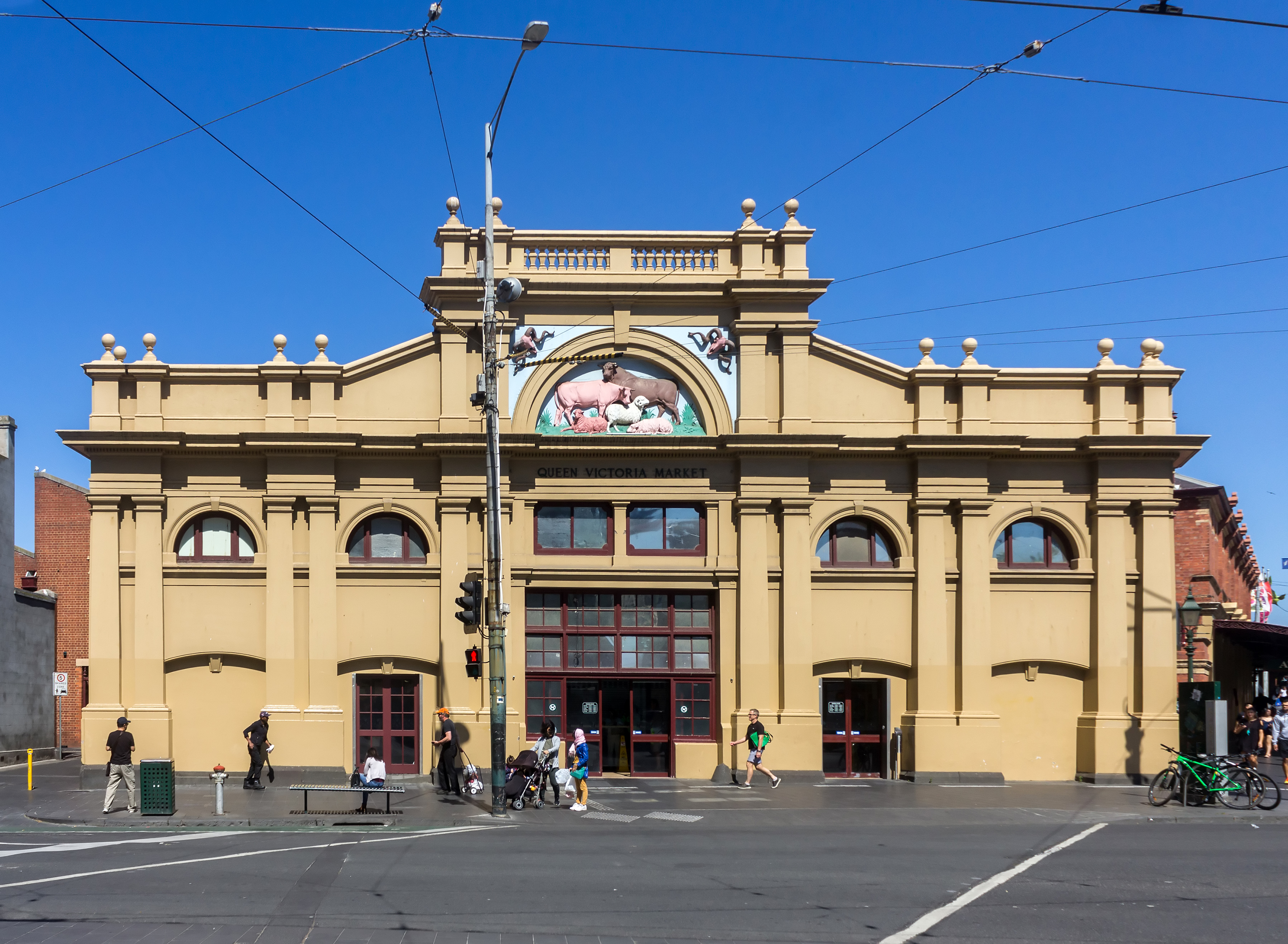
1868年に建てられた肉と魚売り場は、市場に現存する最古の建物である。

肉類・魚介類・生鮮食品や、衣料・おもちゃ等の雑貨まであらゆるものが揃って売られており、100年以上経つ今でも市民から人気が絶えず、観光客と合わせ年間1000万人以上の来場者を集めている。また半野外と屋内からなる市場には600以上の屋台が並んでおり、南半球で最大規模の市場であり、メルボルン3大マーケットに数えられ、「メルボルンの台所」と呼ばれる。メインビルディングでは生鮮食品が扱われており、その脇にはデリなどの加工品やお惣菜、裏側には果物や野菜売り場がある。通りを挟んだ反対側の売り場では、生活雑貨や衣料、お土産が売られている。
マーケットでは、歴史的なエリアやお得情報を紹介する2時間のガイドツアーや料理教室がある。また直接買い物に行かなくても、宅配サービスを利用し新鮮な野菜や果物などを購入することができる。

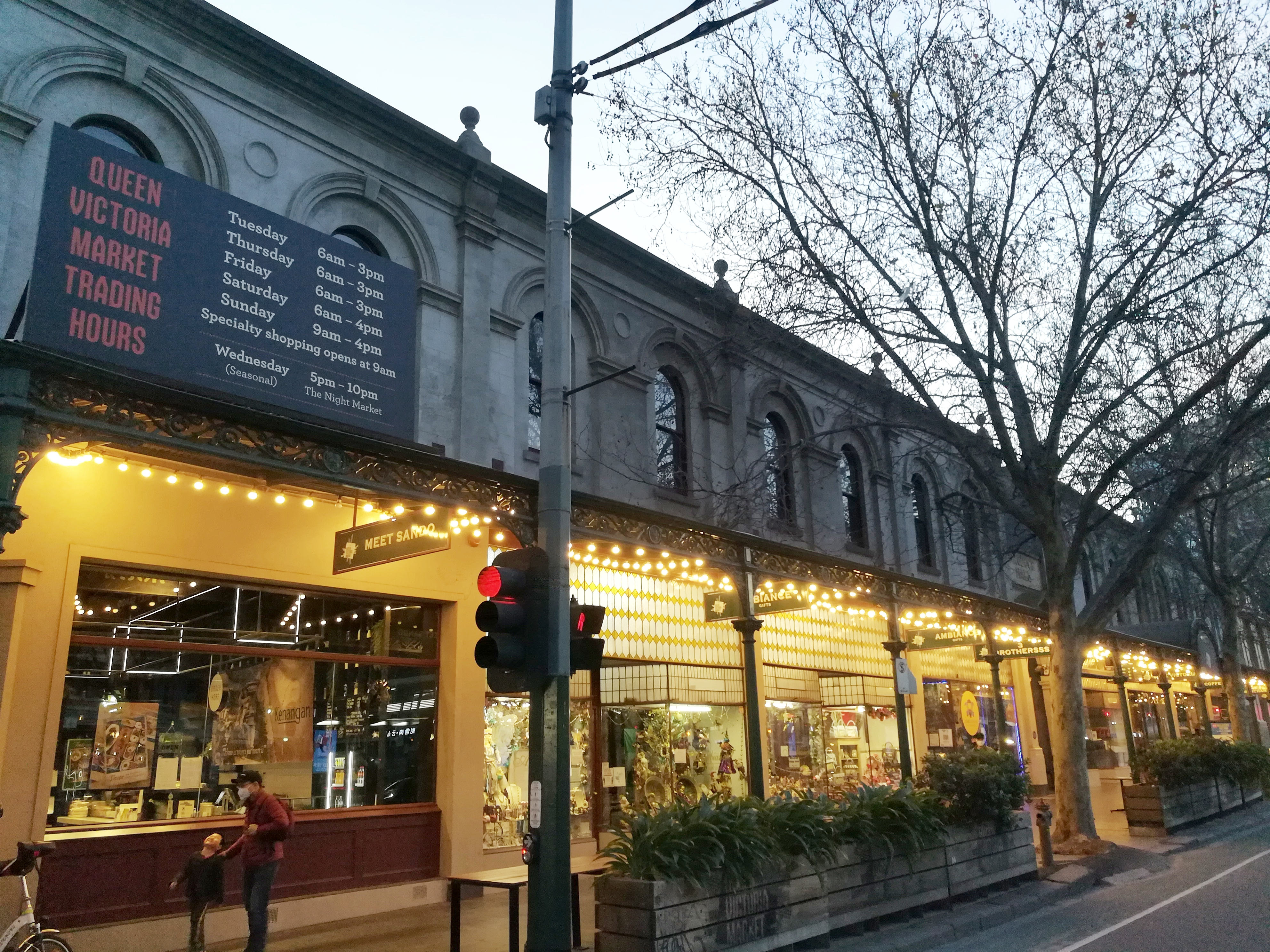
エリザベス通りの店頭。1880年に建てられた。

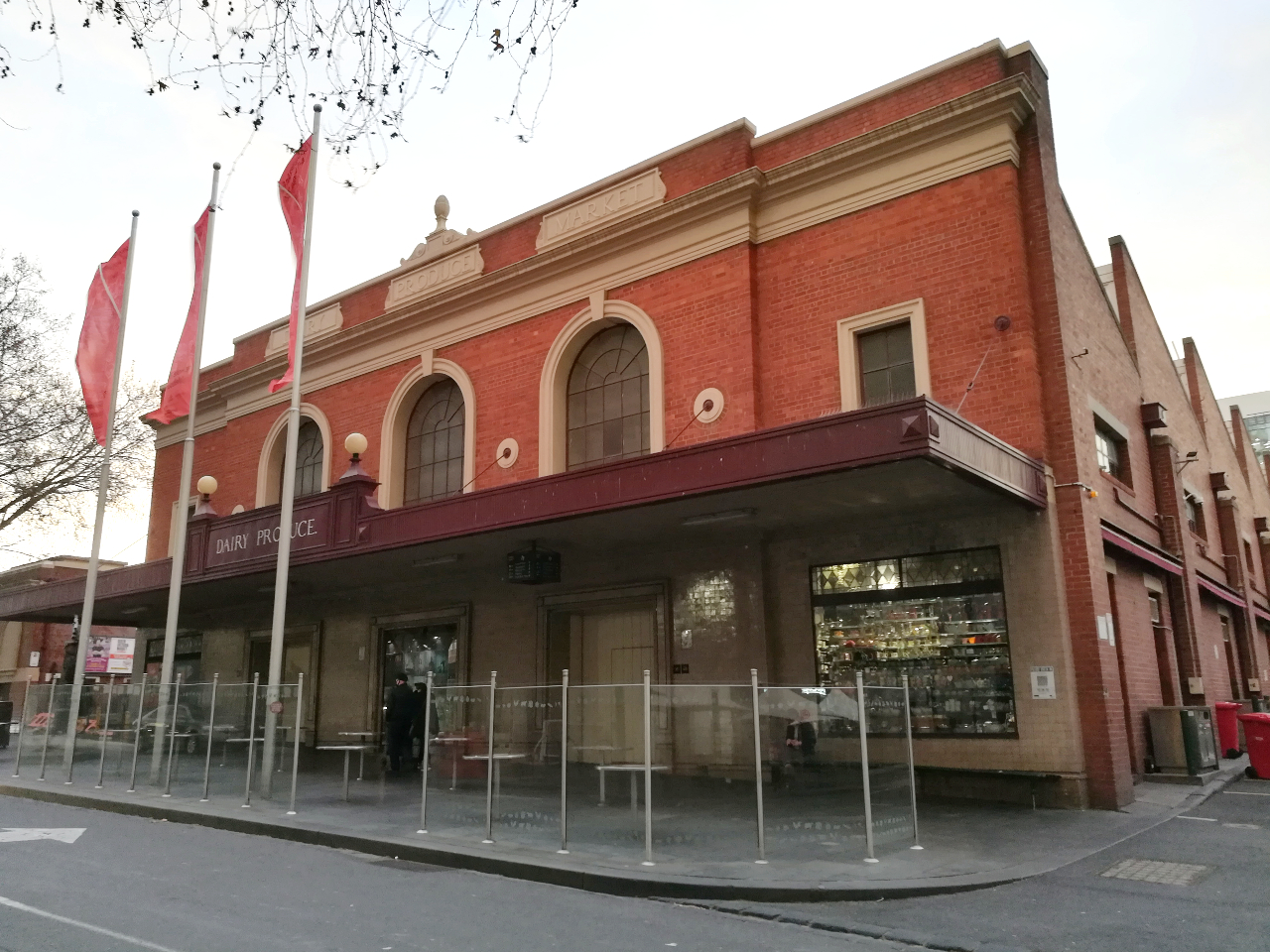
フランクリン通りの乳製品売り場

### 営業時間
食品市場：火曜・木曜　6:00~14:00、金曜 6:00~17:00、土曜6:00~15:00、日曜9:00~16:00
月曜・水曜・祝日休み
夏季・冬季の毎週水曜にはナイトマーケットが開催される。

### アクセス
フラッグスタッフ駅（flagstaff)より徒歩約７分、トラムの場合はQueen Victoria Market/Peel St駅からすぐ目の前、フリートラムゾーン内である。

## 歴史
- 1836年　メルボルン初期の町が大英帝国の植民地前哨地として建設された。それ以降、人口増加につれて都市の環境整備が進み、公共市場が必要とされる[10]。
- 1837年　現在クイーン・ビクトリア・マーケットが建っている土地の多くが、墓地（旧メルボルン墓地）として使用され始める[11]。
- 1839年　墓地が公共墓地として正式に認定される[10]。
- 1854年　正式に墓地が閉鎖され埋葬が禁止されるが、すでに区画を購入してた人や違法に埋葬した人など、1917年まで合法、違法埋葬がどちらも続く[12]。
- 1878年　3月20日　旧メルボルン墓地跡地にクイーン・ビクトリア・マーケット設立[11]。
- 1936年　旧メルボルン墓地の跡地上に拡張完了[10]。
- 2018年　7月　オーストラリアの国家遺産リストに追加される。国家遺産に追加されたのは114番目である[13][4]。